# Conner Prince
Conner Lynn Prince, född 28 mars 2000, är en amerikansk sportskytt.

## Karriär
Vid olympiska sommarspelen 2024 i Paris tog Prince silver i skeet.